# Nicola Sanders
Nicola Sanders, född 23 juni 1982, är en brittisk friidrottare (sprinter).
Sanders började som häcklöpare men valde senare att springa 400 meter slätt. Vid VM 2005 var Sanders med i det brittiska lag som blev bronsmedaljörer. Vid EM i Göteborg 2006 slutade Sanders på en sjätteplats. Sanders stod för en imponerade insats vid inomhus-EM 2007 när hon sprang på 50,02, vilket är den femte snabbaste tiden någonsin. I VM i Osaka 2007 framträdde Sanders som en av världens absolut främsta på distansen. Individuellt blev hon silvermedaljör bakom landsmaninnan Christine Ohuruogu och i stafett blev det brons för brittiskorna bakom Förenta Staterna (3.18,55) och Jamaica (3.19,73). Brittiskornas tid (3.20,04) innebar nytt nationsrekord.

## Medaljer
Silver
- VM 2007: 400 meter (49,65 PB)

Brons
- VM 2005: 4x400 meter (Storbritannien: McConnell, Fraser, Sanders och Ohuruogu, 3.24,44)
- VM 2007: 4x400 meter (Storbritannien: Ohuruogu, Okoro, McConnell och Sanders, 3.20,04 NR)

## Rekord
- 400 meter: 49,65, Osaka 29 augusti 2007. (personbästa)
- 400 meter häck: 55,32, Melbourne 23 mars 2006, (personbästa)
- 4x400 meter 3.20,04 (Ohuruogu, Okoro, McConnell och Sanders), Osaka 2 september 2007 (Brittiskt rekord)